# Campeonato Europeu de Atletismo em Pista Coberta de 1989
O 20º Campeonato Europeu de Atletismo em Pista Coberta foi realizado no Houtrust, em Haia, Países Baixos, nos dias 18 e 19 de fevereiro de 1989. 27 nações participaram do torneio com 323 atletas em 24 modalidades

## Medalhistas
Masculino 
| Evento               | Ouro                      | Ouro     | Prata                   | Prata    | Bronze                       | Bronze   |
| 60 m                 | Andreas Berger (AUT)      | 6.56     | Matthias Schlicht (FRG) | 6.58     | Michael Rosswess (GBR)       | 6.59     |
| 200 m                | Ade Mafe (GBR)            | 20.92    | John Regis (GBR)        | 21.00    | Bruno Marie-Rose (FRA)       | 21.14    |
| 400 m                | Cayetano Cornet (ESP)     | 46.21    | Brian Whittle (GBR)     | 46.49    | Klaus Just (FRG)             | 46.80    |
| 800 m                | Steve Heard (GBR)         | 1:48.84  | Rob Druppers (NED)      | 1:48.96  | Joachim Heydgen (GDR)        | 1:49.75  |
| 1500 m               | Hervé Phélippeau (FRA)    | 3:47.42  | Han Kulker (NED)        | 3:47.57  | Sergey Afanasyev (URS)       | 3:47.63  |
| 3000 m               | Dieter Baumann (FRG)      | 7:50.43  | Abel Antón (ESP)        | 7:51.88  | Jacky Carlier (FRA)          | 7:52.23  |
| 60 m barreiras       | Colin Jackson (GBR)       | 7.59     | Holger Pohland (GDR)    | 7.65     | Philippe Tourret (FRA)       | 7.67     |
| 5000 m marcha        | Mikhail Shchennikov (URS) | 18:35.60 | Roman Mrázek (TCH)      | 18:40.11 | Giovanni De Benedictis (ITA) | 18:43.45 |
| salto em altura      | Dietmar Mögenburg (FRG)   | 2.33     | Dalton Grant (GBR)      | 2.33     | Aleksey Yemelin (URS)        | 2.30     |
| salto com vara       | Grigoriy Yegorov (URS)    | 5.75     | Igor Potapovich (URS)   | 5.75     | Mirosław Chmara (POL)        | 5.70     |
| salto em comprimento | Emiel Mellaard (NED)      | 8.14     | Antonio Corgos (ESP)    | 8.12     | Frans Maas (NED)             | 8.11     |
| triplo salto         | Nikolay Musiyenko (URS)   | 17.29    | Volker Mai (GDR)        | 17.03    | Milan Mikuláš (TCH)          | 16.84    |
| lançamento do peso   | Ulf Timmermann (GDR)      | 21.68    | Karsten Stolz (FRG)     | 20.22    | Georg Andersen (NOR)         | 20.22    |

Feminino 
| Evento               | Ouro                     | Ouro     | Prata                       | Prata    | Bronze                    | Bronze   |
| 60 m                 | Nelli Fiere-Cooman (NED) | 7.15     | Laurence Bily (FRA)         | 7.19     | Sisko Hanhijoki (FIN)     | 7.23     |
| 200 m                | Marie-José Pérec (FRA)   | 23.21    | Regula Aebi (SUI)           | 23.38    | Sabine Tröger (AUT)       | 23.35    |
| 400 m                | Sally Gunnell (GBR)      | 52.04    | Marina Shmonina (URS)       | 52.36    | Anita Protti (SUI)        | 52.57    |
| 800 m                | Doina Melinte (ROM)      | 1:59.89  | Ellen Kiessling (GDR)       | 2:01.24  | Tatyana Grebenchuk (URS)  | 2:01.63  |
| 1500 m               | Paula Ivan (ROM)         | 4:07.16  | Marina Yachmenyova (URS)    | 4:07.77  | Svetlana Kitova (URS)     | 4:08.36  |
| 3000 m               | Elly van Hulst (NED)     | 9:10.01  | Nicky Morris (GBR)          | 9:12.37  | Maricica Puică (ROM)      | 9:15.49  |
| 60 m barreiras       | Yordanka Donkova (BUL)   | 7.87     | Lyudmila Narozhilenko (URS) | 7.94     | Gabi Lippe (FRG)          | 7.96     |
| 3000 m marcha        | Beate Anders (GDR)       | 12:21.91 | Ileana Salvador (ITA)       | 12:32.43 | María Reyes Sobrino (ESP) | 12:39.50 |
| salto em altura      | Galina Astafei (ROM)     | 1.96     | Hanne Haugland (NOR)        | 1.96     | Maryse Ewanjé-Epée (FRA)  | 1.91     |
| salto em comprimento | Galina Chistyakova (URS) | 6.98     | Yolanda Chen (URS)          | 6.86     | Ringa Ropo-Junnila (FIN)  | 6.62     |
| lançamento do peso   | Stephanie Storp (FRG)    | 20.30    | Heike Hartwig (GDR)         | 20.03    | Iris Plotzitzka (FRG)     | 19.79    |

## Quadro de medalhas
| Ordem | País               | Medalha de ouro | Medalha de prata | Medalha de bronze | Total |
| ----- | ------------------ | --------------- | ---------------- | ----------------- | ----- |
| 1     | União Soviética    | 4               | 5                | 4                 | 13    |
| 2     | Reino Unido        | 4               | 4                | 1                 | 9     |
| 3     | Alemanha Ocidental | 3               | 2                | 3                 | 8     |
| 4     | Países Baixos      | 3               | 2                | 1                 | 6     |
| 5     | Romania            | 3               | 0                | 1                 | 4     |
| 6     | Alemanha Oriental  | 2               | 4                | 1                 | 7     |
| 7     | França             | 2               | 1                | 4                 | 7     |
| 8     | Espanha            | 1               | 2                | 1                 | 4     |
| 9     | Áustria            | 1               | 0                | 1                 | 2     |
| 10    | Bulgaria           | 1               | 0                | 0                 | 1     |
| 11    | Tchecoslováquia    | 0               | 1                | 1                 | 2     |
| 11    | Itália             | 0               | 1                | 1                 | 2     |
| 11    | Noruega            | 0               | 1                | 1                 | 2     |
| 11    | Suíça              | 0               | 1                | 1                 | 2     |
| 15    | Finlândia          | 0               | 0                | 1                 | 1     |
| 15    | Polónia            | 0               | 0                | 1                 | 1     |